# J'ai épousé une ombre (roman)
Pour les articles homonymes, voir J'ai épousé une ombre.
J'ai épousé une ombre (I Married a Dead Man) est un roman policier de William Irish publié en 1948.

## Résumé
Abandonnée par l'homme qui l'a séduite, Helen, enceinte, fuit New-York. Dans le train, elle sympathise avec un couple de jeunes mariés. La jeune femme, Patricia, est elle aussi enceinte. Dans les toilettes, elle confie son alliance à Helen. Mais brusquement, le train déraille. Lorsqu'Helen se réveille, dans une jolie chambre d’hôpital, elle comprend que l'alliance l'a fait prendre pour Patricia, morte dans l'accident.
Comment rêver d'une autre vie jusqu'à prendre la place d'une autre ? Comment tomber amoureuse? Comment finir dans une impasse sans solution? Sous sa nouvelle identité, Helen devient amoureuse du frère du disparu. Or, l'homme qui l'a séduite, puis abandonnée, découvre qu'elle a usurpé son identité et la menace de tout révéler à moins qu'elle ne le paie. Bientôt, Helen songe à un moyen de se débarrasser de cet homme qui la fait vivre dans une constante angoisse. Mais les personnes qui l'entourent se sont aperçues que quelque chose n'allait pas et quelqu'un l'a devancée dans son souhait de faire disparaître le gêneur. « Il s'agit d'une chose à part. Il s'agit d'un assassinat. » Elle sait que ce n'est pas elle. Mais elle sait aussi que si ce n'est pas elle, ce ne peut être que lui. Mais lui sait que ce n'est pas lui. Et qu'alors, ce ne peut être qu'elle.

## Éditions françaises
La traduction française, signée Minnie Danzas et Gilles-Maurice Dumoulin, est parue et a été rééditée aux éditions Gallimard dans de nombreuses collections :
- Série blême no 1, 1949
- La Poche noire no 81, 1969
- Carré noir no 317, 1979
- Folio no 1804, 1987
- Folio policier no 115, 1999

## Adaptations

### Au cinéma
Le roman de William Irish a fait l'objet de deux adaptations cinématographiques aux États-Unis :
- 1950 : Chaînes du destin (No Man of Her Own), film américain réalisé par Mitchell Leisen, avec Barbara Stanwyck, John Lund et Jane Cowl
- 1996 : Mrs. Winterbourne, film américain réalisé par Richard Benjamin, avec Shirley MacLaine, Ricki Lake et Brendan Fraser

Il existe aussi une version Bollywood, signée Kati Patang (1970), qui a valu à l'actrice principale Asha Parekh le prix Filmfare.
Une adaptation française lève malheureusement le voile sur les zones d'ombre qui faisaient toute la réussite du roman :
- 1983 : J'ai épousé une ombre, film français réalisé par Robin Davis, avec Nathalie Baye, Francis Huster et Richard Bohringer

### À la télévision
- 2002 : D'une vie à l'autre (She's No Angel), téléfilm américain réalisé par Rachel Feldman, avec Tracey Gold et Dee Wallace

## Sources
: document utilisé comme source pour la rédaction de cet article.
- Jean Tulard, Dictionnaire du roman policier : 1841-2005. Auteurs, personnages, œuvres, thèmes, collections, éditeurs, Paris, Fayard, 2005, 768 p. (ISBN 978-2-915793-51-2, OCLC 62533410), p. 374-375